# Zusammengedrücktes Rispengras
Das Zusammengedrückte Rispengras (Poa compressa), auch als Platthalmrispe, Platthalm-Rispengras oder Flaches Rispengras bezeichnet, ist eine weit verbreitete Art aus der Gattung der Rispengräser (Poa) innerhalb der Familie der  Süßgras (Poaceae). Ein besonderes Merkmal dieser Pflanze sind seine hohlen, seitlich abgeflachten und damit im Querschnitt ovalen Halme, worauf das Art-Epitheton compressa Bezug nimmt.

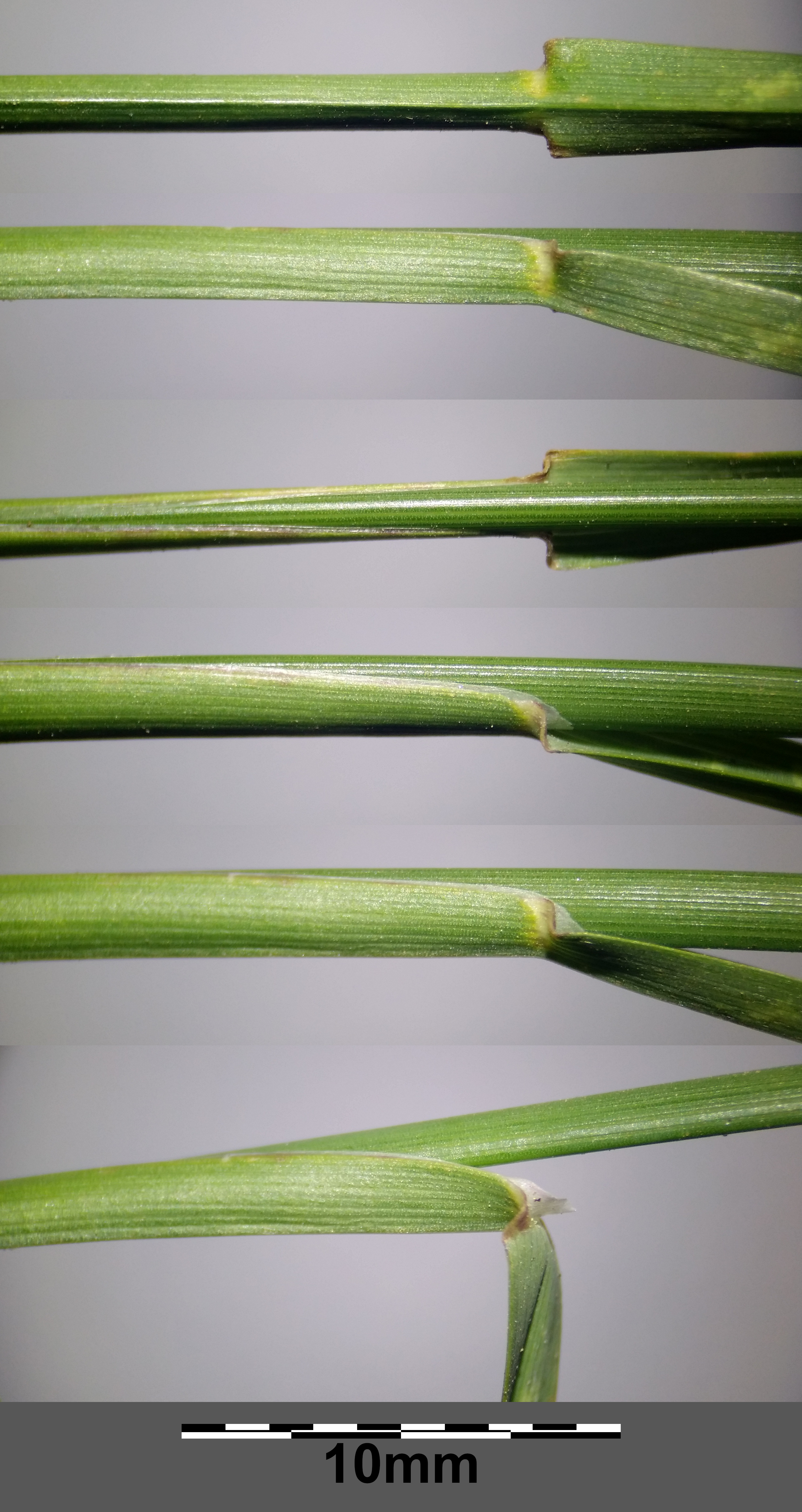
Stängel mit zusammengedrückter, gekielter Laubblattscheide und Blatthäutchen

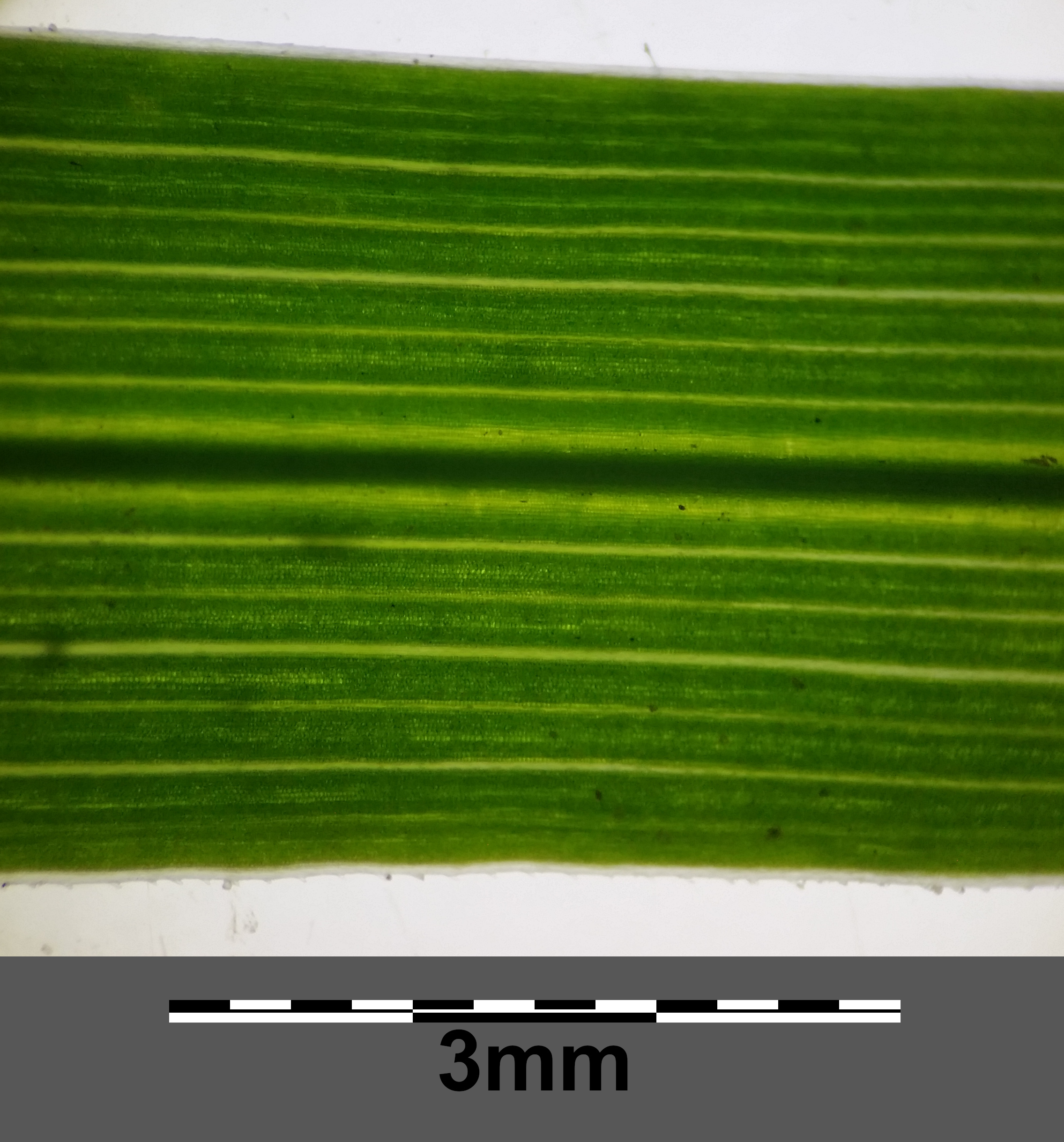
Laubblatt mit Doppelrille

## Beschreibung

### Vegetative Merkmale
Das Zusammengedrückte Rispengras ist eine steife und graugrüne, ausdauernde Pflanze, die Wuchshöhen zwischen 10 und 40, zuweilen bis zu 70 Zentimetern erreicht. Der sommergrüne Hemikryptophyt wächst locker horstig und breitet sich über drahtige Rhizome aus. Die glatten und seitlich zusammengedrückten und damit im Querschnitt ovalen Halme wachsen vom Grund an knickig aufsteigend. Sie tragen vier bis sechs Knoten. Die glatten Blattscheiden sind ebenso zusammengedrückt, gekielt und daher zweischneidig. Die weißen Blatthäutchen (Ligulae) sind stumpf und werden 0,5 bis 4 Millimeter lang. Die starren Blattspreiten sind schmal linealisch, oberseits rau und in eine kapuzenförmige Spitze auslaufend. Neben der Blattrippe befindet sich je eine Rinne (Skispur). Die Blattspreiten werden 3 bis 12 Zentimeter lang und 1 bis 3,5 (bis 5) Millimeter breit. Der Blattgrund ist stets unbewimpert.

### Generative Merkmale
Die Blütenstände sind kompakte, schmal pyramidenförmige Rispen. Diese messen 1,5 bis 10 Zentimeter in der Länge und zwischen 0,5 und 3 Zentimetern in der Breite. Sie sind grün, gelbgrün oder purpurn gefärbt. Die leicht eckigen und rauen Rispenäste stehen in Paaren oder Büscheln. Die drei- bis zehnblütigen, bis zu 8 Millimeter langen Ährchen stehen ihrerseits dicht büschelig an den Rispenästen. Sie sind eiförmig bis elliptisch geformt und zusammengedrückt. Alle Spelzen sind unbegrannt, gekielt und an den Kielen rau. Die dreinervigen Hüllspelzen sind etwas ungleich geformt. Die Deckspelzen sind undeutlich fünfnervig, kahl, schwach behaart oder zuweilen am Grund wollig behaart. Die Karyopsen werden von den verhärteten Deck- und Vorspelzen fest umschlossen.
Die Blütezeit erstreckt sich von Juni bis August.
Die Chromosomenzahl beträgt 2n = 35, 42, 45, 49, 50, 56.

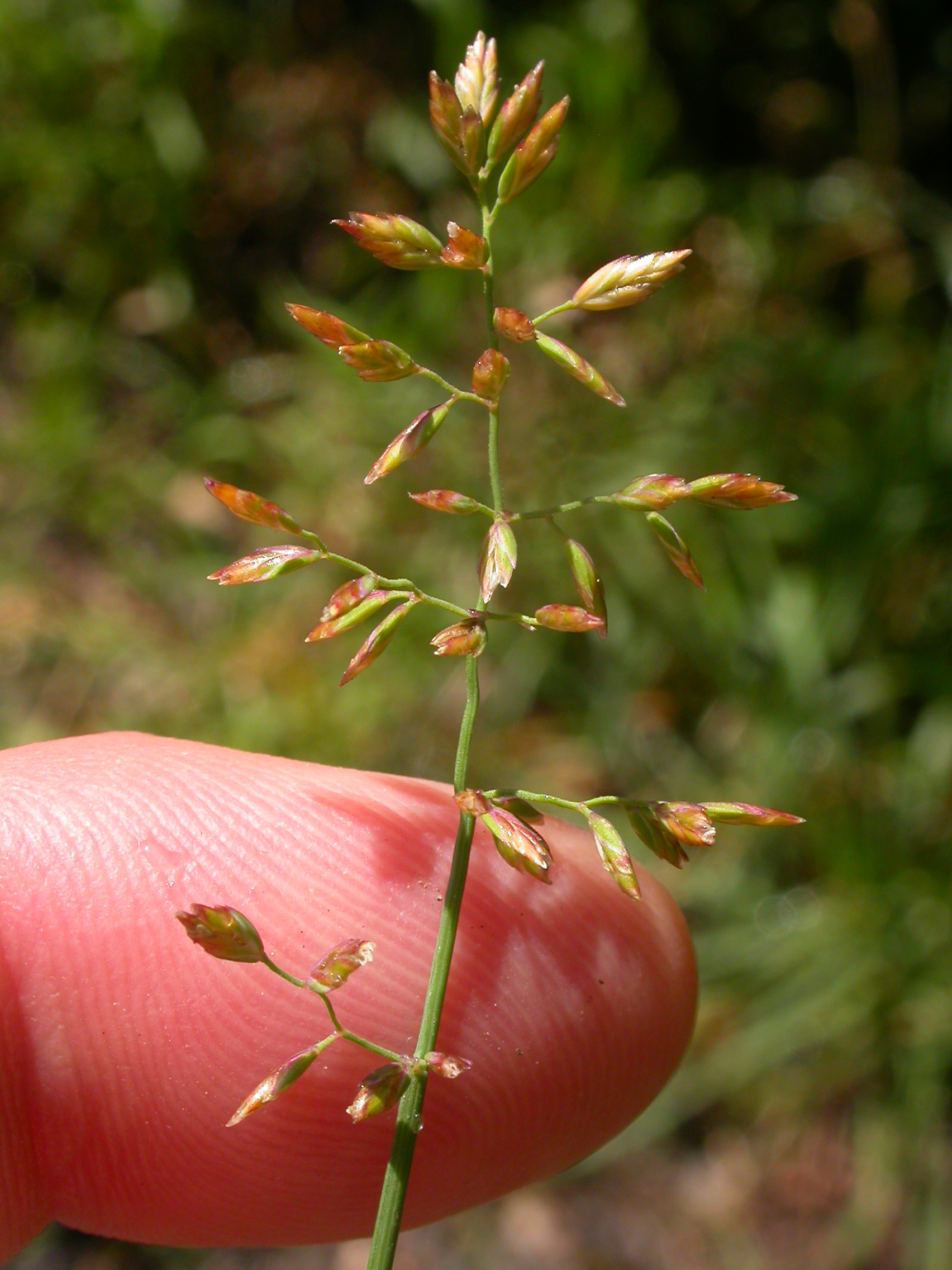
Zusammengedrücktes Rispengras (Poa compressa), Blütenstand

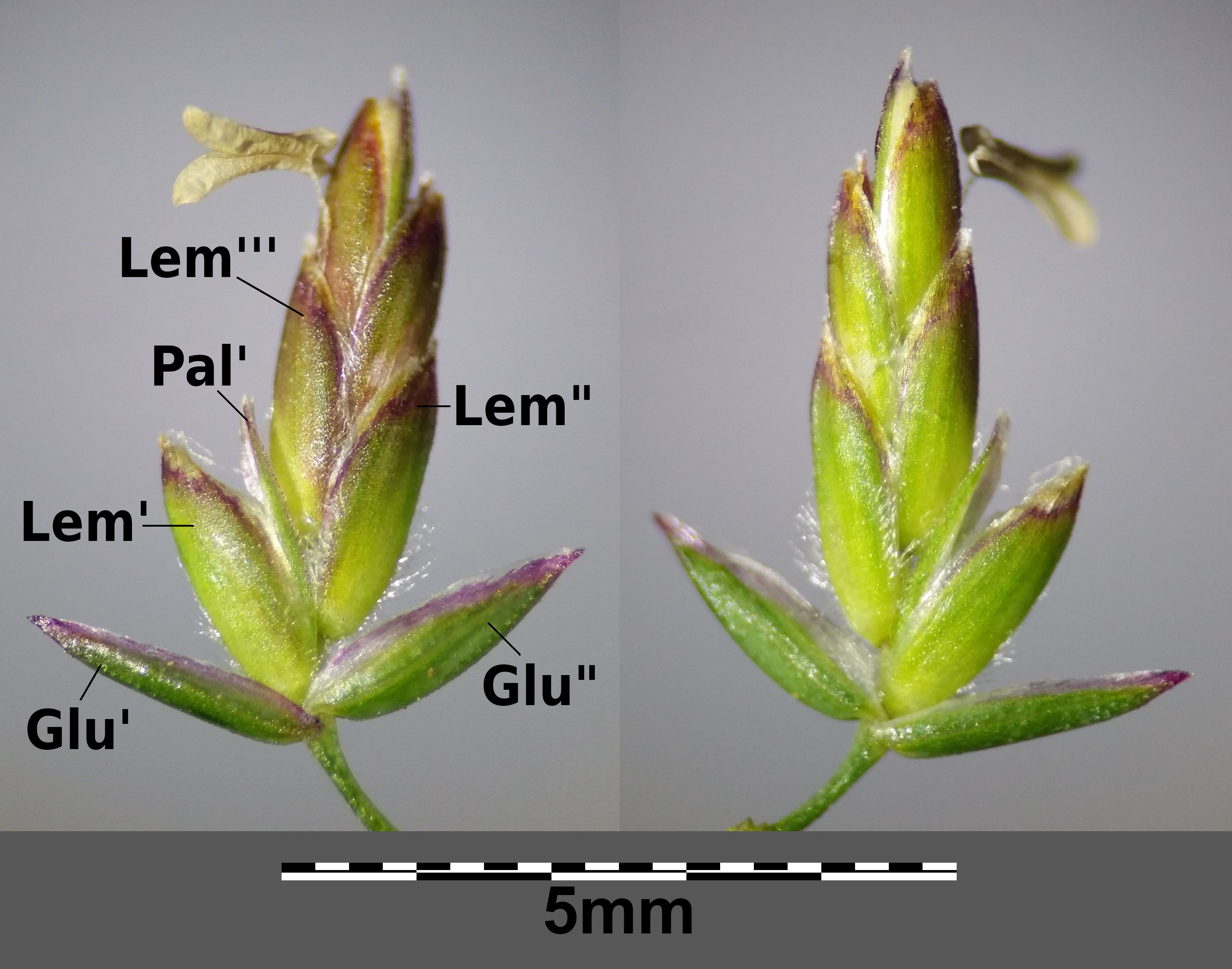
Ährchen mit Hüll- (Glu), Deck- (Lem) und Vorspelzen (Pal)

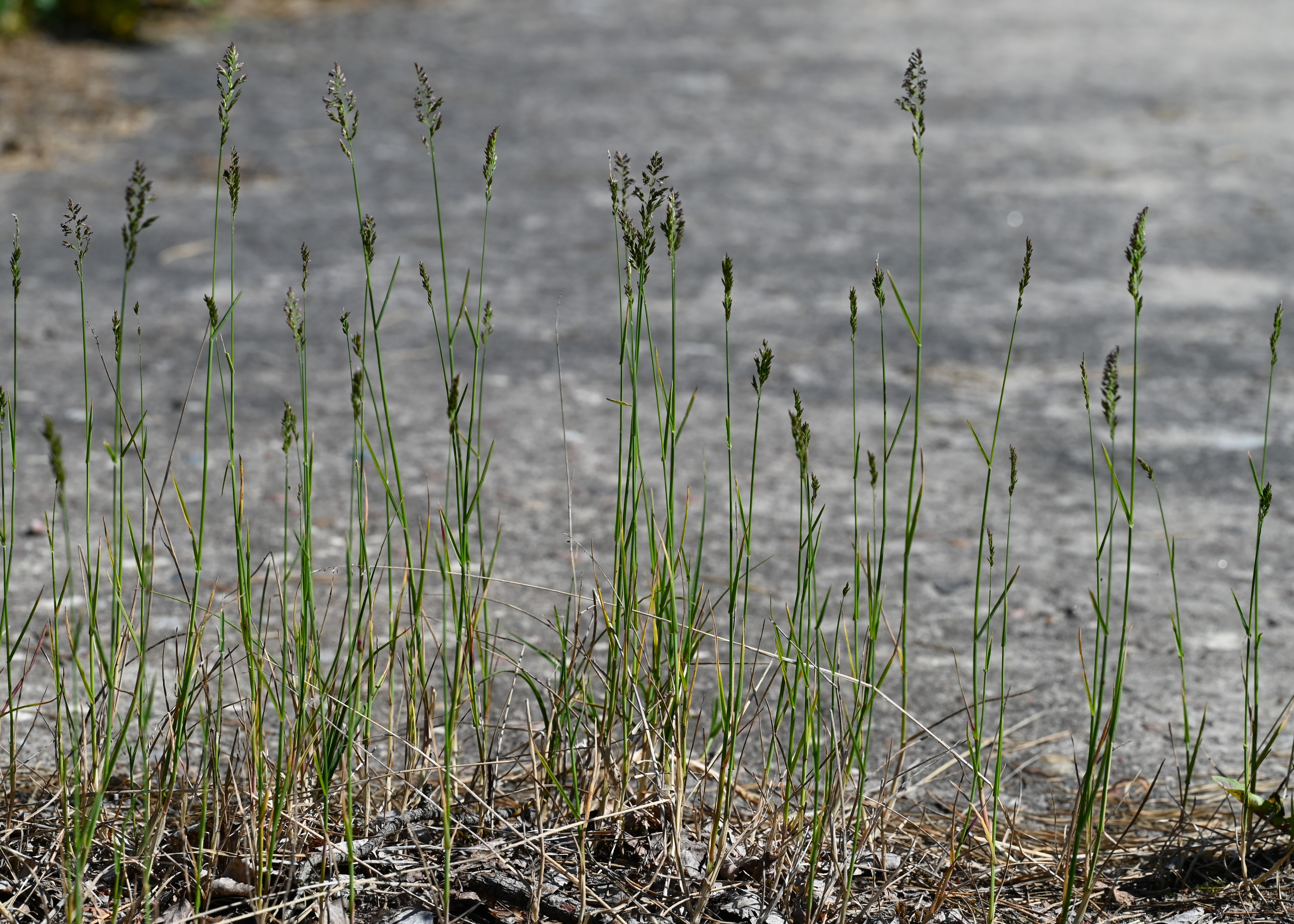
Bestand

## Verbreitung und Standort
Das Zusammengedrückte Rispengras ist von Europa bis zum westlichen Sibirien und vom Mittelmeerraum mit Nordafrika bis China verbreitet. Es kommt in Europa ist fast allen Ländern vor und fehlt nur in Portugal, Island, Lettland und Nordmazedonien. Es kommt vom Flachland bis in Höhen von 2000 Meter (Alpen) vor. Am Berninapass in Graubünden erreicht es 2229 Meter Meereshöhe. Es wurde nach Nordamerika eingeführt und ist dort als „Canada Bluegrass“ bekannt.
In Deutschland kommt das Gras zerstreut bis häufig vor. Es fehlt streckenweise im Norden. Es wächst vor allem in Pioniergesellschaften auf Dämmen, auf Mauern, in Kiesgruben, auf Bahnanlagen, auf Schuttplätzen und an Wegen auf offenen, trockenen und mageren, meist kalkreichen, aber humus- und feinerdearmen Sand-, Kies- und Steinböden.
Nach Ellenberg ist es eine Volllichtpflanze, subozeanisch verbreitet, ein Trockniszeiger, ein Basen- und Kalkzeiger, stickstoffarme Standorte bevorzugend. Das Zusammengedrückte Rispengras ist auch eine Ordnungscharakterart Halbruderaler Pionier- und Halbtrockenrasen (Elymetalia (= Agropyretalia) repentis) und kommt z. B. im Poo-Tussilaginetum oder im Poetum ancipiti-compressae vor. Es gedeiht aber auch im Gesellschaften der Ordnung Corynephoretalia.
Die ökologischen Zeigerwerte nach Landolt et al. 2010 sind in der Schweiz: Feuchtezahl F = 1+w+ (trocken aber stark wechselnd), Lichtzahl L = 5 (sehr hell), Reaktionszahl R = 4 (neutral bis basisch), Temperaturzahl T = 4 (kollin), Nährstoffzahl N = 4 (nährstoffreich), Kontinentalitätszahl K = 4 (subkontinental).

## Taxonomie und Systematik
Das Zusammengedrückte Rispengras wurde 1753 durch Carl von Linné in Species Plantarum Tomus I, S. 69 als Poa compressa erstbeschrieben.
Man kennt zwei Unterarten:
- Poa compressa subsp. compressa : Ährchen 3-6(-7)-blütig.
- Poa compressa subsp. langiana (Rchb.) Hegi (als Art: Poa langiana Rchb.[4]): Diese Unterart, die sich durch 7-11-blütige Ährchen und nicht behaarte Deckspelzen unterscheidet, wurde bisher nur vom Isteiner Klotz im südlichen Baden-Württemberg bekannt. Sie ist heute verschollen.[2]

## Ökologie
Das Zusammengedrückte Rispengras ist ein ausdauernder Hemikryptophyt (einschließlich der Zweijährigen) und ein Kriechpionier. Die Samen verbreiten sich durch den Wind als Ballonflieger, auch Fortpflanzung durch Apomixis ist nachgewiesen. Vegetative Vermehrung erfolgt durch unterirdische Ausläufer.

## Nutzung, Gefährdung und Status
In Mitteleuropa ist es als Futter- oder Weidegras ohne Bedeutung, kann aber zur Berasung trockener Böschungen eingesetzt werden. Das Zusammengedrückte Rispengras ist in Europa nicht gefährdet und genießt keinen gesonderten gesetzlichen Schutz (CITES, Berner Konvention, BArtSchV).
In Nordamerika hat das Gras einigen Wert als Weidegras auf armen und trockenen Böden. In einigen Staaten der USA, vor allem Wisconsin, gilt das Gras jedoch als invasive beziehungsweise potenziell invasive Art (Virginia, New England). So dringt es beispielsweise in Prärien und andere natürliche oder renaturierte Grasländer ein. Aufgrund seines kräftigen Rhizomwachstums und der effektiven Samenausbreitung werden negative Auswirkungen auf die natürlichen Artenzusammensetzungen (Verdrängung der heimischen Flora) sowie weitere direkte und indirekte ökologische Auswirkungen auf die Lebensgemeinschaften oder Biotope befürchtet.